# Молоканов, Георгий Федосеевич
Георгий Федосеевич Молоканов (21 января 1921, Ашхабад — 8 февраля 2018, Москва) — советский учёный в области навигации летательных аппаратов, генерал-майор авиации (1963), доктор технических наук (1961), профессор (1966). Ведущий научный сотрудник 30-й ЦНИИ МО СССР (1995—2007). Заслуженный военный лётчик Чехословакии (1970). Заслуженный деятель науки и техники РСФСР (1979).

## Биография
Родился 21 января 1921 года в городе Ашхабаде, Туркестанской АССР в семье железнодорожников.
В 1938 году призван в ряды РККА и зачислен в 30-ю Читинскую военную школу пилотов имени А. К. Серова. С 1940 года служил в Оренбургском военном округе в частях ВВС РККА в составе 169-го бомбардировочного авиационного полка 1-й резервной авиационной бригады в должности лётчика-наблюдателя. С 1941 по 1944 год обучался в Военно-воздушной академии ВВС РККА.
С 1944 года участник Великой Отечественной войны, воевал на 4-м Украинском фронте в составе 8-й воздушной армии в качестве помощника главного штурмана по радионавигации этой армии.
С 1945 по 1946 год — заместитель главного штурмана по радионавигации управления 2-й воздушной армии дальней авиации, занимался освоением и внедрением радионавигационных средств. С 1946 по 1949 год обучался в адъюнктуре кафедры самолётовождения и штурманской службы Военно-воздушной академии ВВС Красной армии, по окончании которой защитил диссертацию на соискание учёной степени кандидат технических наук по теме связанной с первой радиодальномерной системой «Рым». С 1950 по 1988 год на научно-педагогической работе в Военно-воздушной академии (В 1968 году академии было присвоено имя Ю. А. Гагарина) в качестве старшего преподавателя, с 1954 по 1974 год — начальник кафедры самолётовождения и штурманской службы. С 1974 по 1988 год — начальник штурманского факультета академии.
В 1961 году в Ленинградской Краснознамённой военно-воздушной инженерной академии имени А. Ф. Можайского защитил диссертацию на соискание учёной степени доктор технических наук. 22 февраля 1963 года Г. Ф. Молоканову Постановлением СМ СССР № 215 было присвоено воинское звание генерал-майор авиации. С 1965 года одновременно с научно-педагогической работой занимался исследовательской деятельностью в качестве члена и члена бюро Секции комплексных навигационных систем Научного совета по проблемам навигации и управления движением Академии наук СССР. В 1966 году ВАК СССР присвоила Г. Ф. Молоканову учёное звание профессор.
С 1988 по 2007 год на научно-исследовательской работе в 30-м ЦНИИ МО СССР (Щёлково, Московская область) в качестве старшего научного сотрудника, с 1995 года — ведущего научного сотрудника. С 2007 по 2011 год на педагогической работе в ВВА имени Ю. А. Гагарина (2008 года — Военно-воздушная академия имени профессора Н. Е. Жуковского и Ю. А. Гагарина) в качестве профессора и старшего научного сотрудника.
Под руководством и при участии Г. Ф. Молоканова было защищено более двадцати кандидатских и пяти докторских диссертаций. Г. Ф. Молоканов является автором более трёхсот научных работ, в том числе девяти монографий и пяти учебников. Он является автором научных статей по истории аэронавигации и исследованию вопросов управления полётом летательных аппаратов, публикующихся в различных ведущих журналах, в том числе в Известиях АН СССР (с 1991 года известиях РАН). Г. Ф. Молоканов внёс весомый вклад в подготовку космонавтов, в том числе космонавтов-исследователей, в рамках космической программы Интеркосмос.
Скончался 8 февраля 2018 года в Москве, похоронен в Федеральном Военном Мемориальном кладбище Мытищинского района Московской области.

## Награды
- Орден Отечественной войны II степени (11.06.1945) и I степени (11.03.1985)
- Орден Трудового Красного Знамени
- Орден Красной Звезды
- Орден «За службу Родине в Вооружённых Силах СССР» III степени
- Медаль «За боевые заслуги»
- Медаль «За победу над Германией в Великой Отечественной войне 1941—1945 гг.»
- Медаль «За освобождение Праги»
- Медаль «За трудовую доблесть»
- Медаль «За храбрость перед врагом»
- Заслуженный деятель науки и техники РСФСР (5.11.1979)
- Заслуженный военный лётчик Чехословакии (1970)[1][3]